# Cobb Island
Cobb Island es un lugar designado por el censo ubicado en el condado de Charles en el estado estadounidense de Maryland. En el Censo de 2010 tenía una población de 1.166 habitantes y una densidad poblacional de 489,34 personas por km².

## Geografía
Cobb Island se encuentra ubicado en las coordenadas 38°15′51″N 76°51′2″O / 38.26417, -76.85056. Según la Oficina del Censo de los Estados Unidos, Cobb Island tiene una superficie total de 2.38 km², de la cual 1.57 km² corresponden a tierra firme y (33.91%) 0.81 km² es agua.

## Demografía
Según el censo de 2010, había 1.166 personas residiendo en Cobb Island. La densidad de población era de 489,34 hab./km². De los 1.166 habitantes, Cobb Island estaba compuesto por el 92.8% blancos, el 3.17% eran afroamericanos, el 0.26% eran amerindios, el 0.6% eran asiáticos, el 0% eran isleños del Pacífico, el 0.09% eran de otras razas y el 3.09% pertenecían a dos o más razas. Del total de la población el 1.54% eran hispanos o latinos de cualquier raza.